# 哈拉和林
47°11′53″N 102°49′16″E / 47.19806°N 102.82111°E

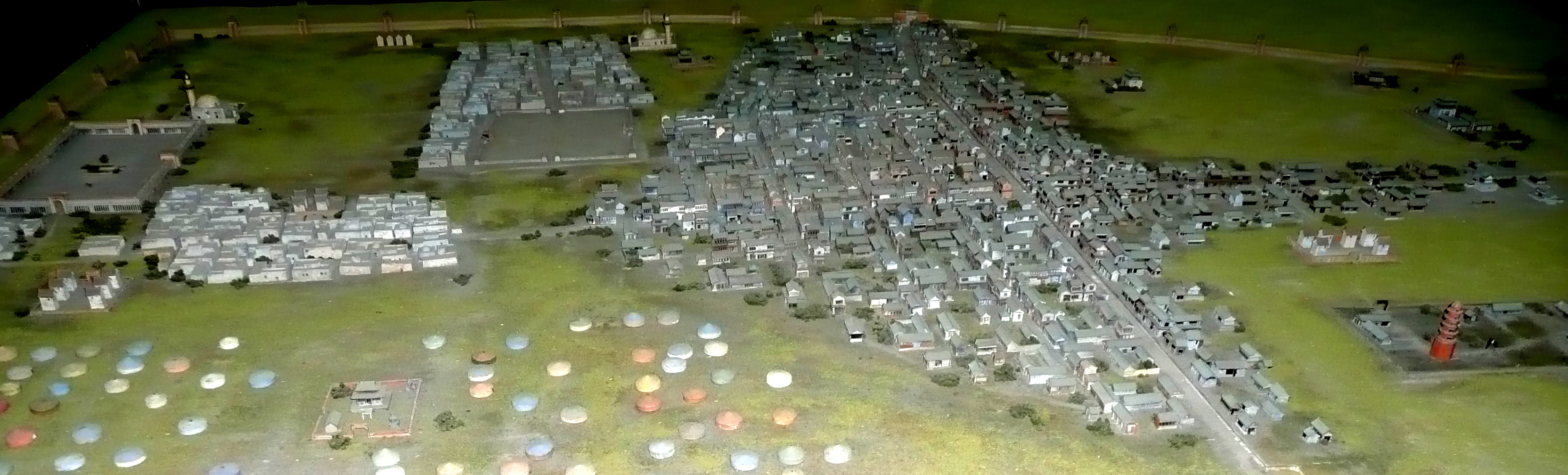
蒙古国家博物馆的蒙古帝国时期的哈拉和林首都模型

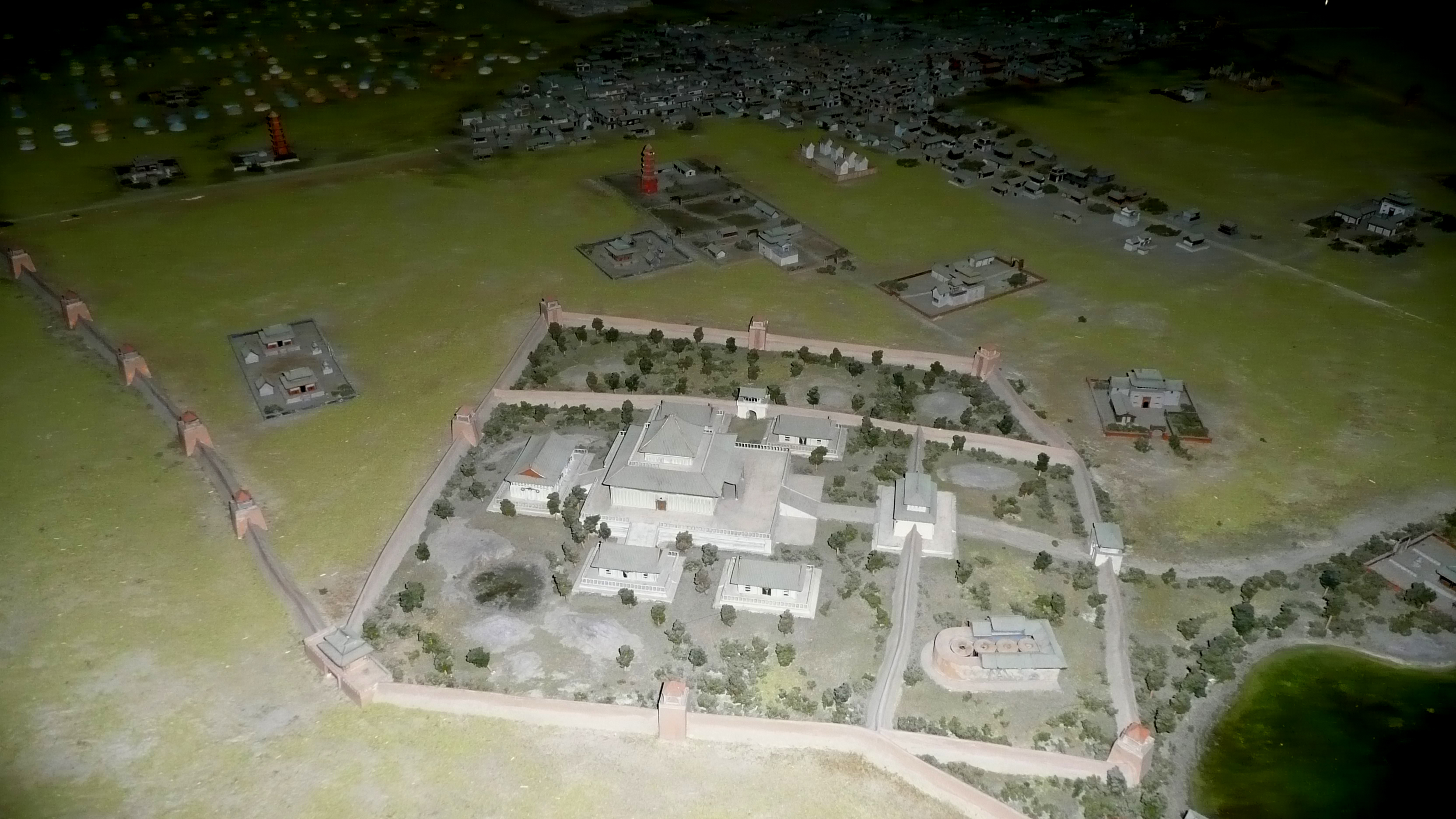
蒙古帝国时期的哈拉和林首都模型

哈拉和林，又称哈剌和林，簡稱和林，位於今蒙古國境內前杭爱省西北角的哈尔和林苏木，在忽必烈建元帝國、遷都至大都之前，是蒙古帝國的首都。

## 歷史
成吉思汗时期的1220年从曲雕阿兰迁都至此并兴建新都，但直到1235年，窝阔台在哈拉和林周围筑起防御性的城墙，它才成为新帝国真正的都城。1260年爆发的忽必烈与阿里不哥的争位战争中，该城市一度遭受毁坏。
元世祖忽必烈即位并遷都大都（今北京）後，哈拉和林成为和林宣慰司都元帅府治所，仍為漠北最重要的都市。1277年蒙古窝阔台汗国君主海都在反叛的战争中一度攻占和林，元军直到次年才将窝阔台汗国军队逐出。不过，14世纪以来该城市得以恢复发展。大德十一年（1307年），罢和林宣慰司都元帅府，立和林等处行中书省。皇庆元年（1312年），元仁宗将和林等处行中书省改名为岭北等处行中书省，并将和林路改名为和宁路。
元朝灭亡后北元政權以此地為首都。但是由于失去汉地的经济支持，已大不如前。1372年明朝左副将军李文忠率军攻入哈拉和林，造成重大破坏。1380年明军再次攻克哈拉和林。1387年明朝军队在捕鱼儿海（今中蒙边境之贝尔湖），俘虏7万蒙古人，次年即1388年也速迭儿刺杀脱古思帖木儿之后，北元裂解为鞑靼和瓦剌。15世紀初期蒙古諸部分崩離析，和林也逐漸沒落。達延汗在16世紀初將哈拉和林訂為首都，之後瓦剌佔據此地。
现今和林还保存有《兴元阁碑》，刻于元惠宗至正二年（1342年）。

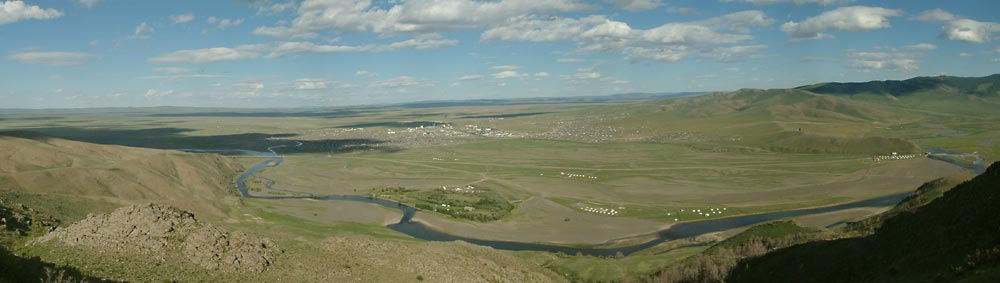
鳥瞰哈拉和林遺址全景

## 都城近况
都城在经历了大蒙古国、元朝、北元、鞑靼和瓦剌，在瓦剌以后，和林荒廢。
額爾德尼召的建築材料取自哈拉和林城遺址。
2023年，蒙古国总统乌赫那·呼日勒苏赫宣布计划在哈拉和林建设新城区。

## 外部鏈接
- Silk Road Seattle – Karakorum （页面存档备份，存于） and Cities along the Silk Road （页面存档备份，存于）, 華盛頓大學展示，2004.
- Treasures of Mongolia – Karakorum, Mongolia, UNESCO Courier, by Namsrain Ser-Odjav, 1986-03
- William of Rubruck's Account of the Mongols （页面存档备份，存于）
- Mongolian-German excavations （德語）
- .  (第11版). London. 1911.